# Crystal Lowe
Crystal Lowe, również  Crystal Lo (ur. 20 stycznia 1981 w Vancouver) – kanadyjska aktorka.

## Życiorys
Urodziła się w Vancouver w kanadyjskiej prowincji Kolumbia Brytyjska, jako córka matki-Szkotki i ojca-Chińczyka. W dzieciństwie przeniosła się wraz z rodzicami do Hongkongu, gdzie mieszkała przez kilka lat, i w rezultacie biegle mówi po kantońsku. Chciała zająć się aktorstwem już jako dziecko, lecz entuzjazmu nie podzielała jej matka, która nie zezwoliła córce kształcić się na aktorkę, aż do jej piętnastych urodzin.

### Kariera
Zanim zajęła się aktorstwem, poznała trud pracy modelki. W 1997 roku zadebiutowała jako aktorka, kiedy wystąpiła gościnnie w odcinku serialu
Gwiezdne wrota pt. Emancipation. Cztery lata później wystąpiła w pierwszej poważnej roli, jako Tiffany w horrorze Dzieci kukurydzy VII: Objawienie (Children of the Corn: Revelation, wyd. 2001). Następnie grała niewielkie role w popularnych filmach Dorwać Cartera (Get Carter, 2000) oraz Bezsenność (Insomnia, 2002), w których towarzyszyła na planie gwiazdom, takim jak Hilary Swank, Al Pacino czy Sylvester Stallone. Była modelką dla producentów gier komputerowych "Need for Speed: Underground" oraz "Fight Night 2004". Jako Lily, hipiska-miłośniczka pokoju, wystąpiła w odcinku serialu grozy Mistrzowie horroru pt. Pick Me Up, reżyserowanym przez Larry'ego Cohena. Wkrótce później przypadła jej w udziale rola Ashlyn Halperin w horrorze Jamesa Wonga Oszukać przeznaczenie 3 (Final Destination 3, 2006); na planie filmu poznała dwie ze swoich najlepszych przyjaciółek: Mary Elizabeth Winstead oraz Chelan Simmons, z którą również przeprowadziła się kilka lat wcześniej do Los Angeles. Po sukcesie filmu Wonga, zaakceptowała role cameo w dochodowych filmach Węże w samolocie (Snakes on a Plane, 2006) oraz Straszny film 4 (Scary Movie 4, 2006). Następnie Glen Morgan, producent filmu Oszukać przeznaczenie 3, polecił jej przeczytać skrypt do slashera Krwawe święta (Black Christmas, 2006), który był współczesnym remakiem klasycznego dreszczowca Boba Clarka Czarne święta (Black Christmas) z 1974 roku. Crystal zainteresowała postać Lauren Hannon, studentki spędzającej święta wraz ze swoimi współlokatorkami w odciętym od świata domu siostrzanego bractwa Alpha Kappa Gamma. Ostatecznie odegrała tę rolę, a na planie towarzyszyła jej również Mary Elizabeth Winstead, która wcieliła się w postać Heather Fitzgerald. Po ukończeniu zdjęć do Krwawych świąt, pojawiła się na planie kolejnego horroru: Drogi bez powrotu 2 (Wrong Turn 2: Dead End, 2007), w której wystąpiła obok kolejnego z członków obsady filmu Oszukać przeznaczenie 3, swojego przyjaciela Teksasa Battle. Gościnnie pojawiła się w serialach telewizyjnych Bionic Woman, Wydział do spraw specjalnych (Cold Squad), The L Word oraz Strefa mroku (The Twilight Zone). W 2008 roku, wystąpiła wraz z Carly Pope w horrorze Yeti: Curse of the Snow Demon, nakręconym na potrzeby telewizji.

## Filmografia

### Filmy kinowe
- Dzieci kukurydzy VII: Objawienie (Children of the Corn: Revelation, 2001) jako Tiffany
- Bezsenność (Insomnia, 2002) jako Kay Connell
- Ja, szpieg (I Spy, 2002) jako dziewczyna #1 (cameo)
- Thralls (2004) jako Tanya
- Jazda na maksa (Going the Distance, 2004) jako kelnerka (cameo)
- Oszukać przeznaczenie 3 (Final Destination 3, 2006) jako Ashlyn Halperin
- Straszny film 4 (Scary Movie 4, 2006) jako dziewczyna Chingy'ego #1 (cameo)
- Węże w samolocie (Snakes on a Plane, 2006) jako dziewczyna od autografu (cameo)
- Krwawe święta (Black Christmas, 2006) jako Lauren Hannon
- Fantastyczna Czwórka 2: Narodziny Srebrnego Surfera (Fantastic Four: Rise of the Silver Surfer, 2007) jako gorąca dziewczyna na imprezie #3 (cameo)
- Facet pełen uroku (Good Luck Chuck, 2007) jako przyjaciółka Cam na weselu (cameo)
- Droga bez powrotu 2 (Wrong Turn 2: Dead End, 2007) jako Elena
- That One Night (2008) jako Stacy
- Center Stage 2: Turn It Up (2008) jako Lexi
- Przypadek 39 (Case 39, 2009) jako Julie
- A Little Bit Zombie (2012) jako Tina

### Filmy telewizyjne
- Mordercza obsesja (Sanctimony, 2000) jako Virginia
- The Secret Life of Zoey (2002) jako cheerleaderka (cameo)
- Totally Awesome (2006) jako ładna dziewczyna )(cameo)
- Yeti: Curse of the Snow Demon (2008) jako Ashley
- Poison Ivy: The Secret Society (2008) jako Isabella

### Seriale telewizyjne
- Gwiezdne wrota (Stargate SG-1, 1997) jako Nya
- Liceum na morzu (Breaker High, 1997) jako Melina
- The Adventures of Shirley Holmes (1998) jako Pascal
- Na tropie zbrodni (Da Vinci's Inquest, 1998-2001) jako Hooker/Shelley Dunne/Sylvia
- Wydział do spraw specjalnych (Cold Squad, 1999–2000) jako Myra Lawson
- Strefa mroku (The Twilight Zone, 2002) jako Groupie
- Life As We Know It (2004) jako Julie
- Cyrograf (The Collector, 2005) jako Cree
- Słowo na L (The L Word, 2005) jako kelnerka
- Mistrzowie horroru (Masters of Horror, 2006) jako Lily
- Instynkt mordercy (Killer Instinct, 2006) jako Yvette
- The Evidence (2006) jako Deb Kintza
- Falcon Beach (2007) jako Kelly
- Świry (Psych, 2007) jako Eden
- Gwiezdne wrota: Atlantyda (2007) jako Mardola

## Ciekawostki
- Crystal przyjaźni się z aktorkami Katharine Isabelle oraz Mary Elizabeth Winstead, które w przeszłości były jej współlokatorkami.
- W siedmiu filmach z jej udziałem grane przez nią bohaterki zostają uśmiercone. Także postać Lily, w którą Crystal wciela się w odcinku Pick Me Up serialu Mistrzowie horroru, zostaje zabita.
- Przyjaźni się z członkami obsady filmu Oszukać przeznaczenie: Krisem Lemche, Alexz Johnson oraz Ryanem Merrimanem.
- Ma 165 cm wzrostu.
- Jej oczy są koloru brązowego.